# أولاد العياشي (أولاد العياشي)
أولاد العياشي هو دُوَّار يقع بجماعة سيدي بوقنادل، عمالة سلا، جهة الرباط سلا القنيطرة في المملكة المغربية. ينتمي الدوّار لمشيخة أولاد العياشي التي تضم دوارين. يقدر عدد سكانه بـ 5767 نسمة حسب الإحصاء الرسمي للسكان والسكنى لسنة 2004.

## روابط خارجية
- البوابة الوطنية للجماعات الترابية
- المندوبية السامية للتخطيط